# Trzęsienie ziemi w Hisarze (1989)
Trzęsienie ziemi w Hisarze – trzęsienie ziemi, które 23 stycznia 1989 roku nawiedziło zachodni Tadżykistan, zabijając 274 osoby i powodując ogromne zniszczenia w mieście Hisar oraz jego najbliższej okolicy.
Trzęsienie miało miejsce w nocy i trwało 40 sekund, a jego skutki dotknęły przede wszystkim miasto Hisar. Stolica Tadżykistanu – Duszanbe, choć jest oddalona od Hisaru o zaledwie 15 kilometrów nie została poważnie uszkodzona. Wynikało to z faktu, iż wstrząsy miały stosunkowo niewielką siłę, przez co ucierpiał Hisar, położone najbliżej epicentrum oraz okalające go wioski. Dużą liczbę ofiar wywołały liczne osuwiska. Trzęsienie przyniosło też poważne straty w rolnictwie – zginęło kilkaset sztuk bydła, a pola zostały przykryte warstwą pyłu, przez co przestały nadawać się pod uprawę.